# Voces humanas
Voces humanas es una novela de 1980 de la autora británica Penelope Fitzgerald. Relata las experiencias ficticias de un grupo de empleados de la BBC en Broadcasting House, Londres, en 1940, cuando la ciudad estaba bajo el ataque nocturno de las bombas de alto explosivo, incendiarias y de paracaídas de la Luftwaffe.

## Argumento
Seymour "Sam" Brooks es el Director de Programas Grabados (RPD) de la BBC, un hombre técnicamente brillante aunque necesitado. Centrado en sí mismo, obsesionado con su trabajo y ajeno a gran parte de lo que ocurre a su alrededor, hace frente a la falta de comprensión y simpatía de sus colegas rodeándose de jóvenes asistentes de programas grabados (RPA) con las que comparte sus quejas y preocupaciones. Se enfrenta a constantes luchas para mantener el estatus de su departamento dentro de Broadcasting House. Su jefe, el Director de Planificación de Programas (DPP) Jeff Haggard, le ayuda a proteger a Sam de las molestias cotidianas del trabajo para la Corporación.
Después de que una de las nuevas RPA de Sam, Lise Bernard, abandone inesperadamente al poco tiempo de ser nombrada para buscar a su novio soldado francés, Jeff y la alta dirección deciden que no se debe permitir a Sam seguir reclutando. Sin contar con la opinión de Sam, seleccionan como nueva RPA a Annie Asra, la hija huérfana de 17 años de un afinador de pianos de Birmingham. La primera vez que se encuentran, Asra sorprende a Sam cuando se empeña en afirmar que la cantante de una de las preciadas grabaciones de Sam es un poco plana. Para celebrar la finalización con éxito de su diseño para un nuevo parabrisas de micrófono, Sam lleva a sus RPAs a cenar a un caro restaurante francés. Annie se da cuenta de que se ha enamorado de él.
Lise, a la que no se ha visto desde hace meses, contacta inesperadamente con una de sus excompañeras y la convence de que le proporcione un billete que le permita dormir unas noches en la sala de literas de la BBC, destinada a los empleados que no pueden llegar a casa después de su turno. Resulta que Lise está embarazada y, al llegar a la habitación, se pone de parto. Jeff organiza el traslado de Lise a un hospital cercano.
Las bombas llueven sobre la casa de radiodifusión, y Annie corre a la oficina de Sam. Ella reconoce su amor por él, y los dos salen juntos del edificio para hablar en un café local. Sam telefonea a Jeff para pedirle que venga inmediatamente, para hablar de su intención de dimitir. Sin que Sam lo sepa, Jeff también ha decidido dimitir de la BBC. Duda y le dice a Sam que no puede ir. Al salir de Broadcasting House en la oscuridad, Jeff confunde una bomba de paracaídas sin explotar apoyada en el bordillo con su taxi. La bomba explota y él muere.

## Personajes principales
- Seymour "Sam" Brooks, Director de Programa Grabado (RPD)
- Jeffrey Haggard, Director de Planificación de Programas (DPP)
- Annie Asra, asistente de programas grabados (RPA)
- Sra. Milne, secretaria de Brooks
- Lise Bernard, RPA
- Violeta Simmons, RPA
- Teddy, RPA
- Willie Sharpe, RPA
- John "Mac" McVitie, locutor de noticias estadounidense.

## Trasfondo
Fitzgerald trabajó para el Ministerio de Alimentación en tiempos de guerra de junio a noviembre de 1940, tras lo cual trabajó como productora de reportajes para la BBC.

## Recepción de la crítica
En 1999, Starr E. Smith escribió en el Library Journal que Fitzgerald, basándose en su propio empleo de juventud en la BBC, "da vida al tiempo, al lugar y a los personajes en un libro notable por su prosa hábil y atractiva".
En su obra Understanding Penelope Fitzgerald (2004), Peter Wolfe calificó el libro de "fluido sin palabrería y poético sin ser vistoso", y de maravilla la "habilidad de la autora para hacerlo parecer fácil". Wolfe señaló que el libro ofrecía lo que los lectores esperaban: "una trama bien elaborada con una sensible comprensión emocional, una prosa aderezada con momentos brillantes, intimidad e inmediatez, y personas atractivas que intentan resolver sus vidas en medio del desastre".
Hermione Lee, biógrafa de Fitzgerald, señaló que, aunque la novela parece al principio una recreación ligera, divertida y brillantemente precisa de la BBC en tiempos de guerra, también hay peligro y angustia, una fuerte idea sobre la verdad y un triste recuerdo afectuoso del yo más joven del autor.
En su introducción a la edición de bolsillo de 2014 de la novela, Mark Damazer señaló que, aunque Fitzgerald sólo tenía veintitantos años cuando trabajó para la BBC, comprendió palpablemente su "profundo, quisquilloso y a veces vano, pero en gran medida heroico e inestimable compromiso con la verdad, y lo expresó en forma de una novela concisa, ingeniosa y hermosa".